# پایمه
پایمه (انگلیسی: Paime) نام یک منطقه مسکونی در کلمبیا است.